# 박상연
박상연(1972년 6월 13일 ~ )은 대한민국의 소설가, 영화 각본가, 텔레비전 드라마 각본가이다.

## 경력
박상연은 1972년 서울특별시에서 태어났다. 중앙대학교 영어학과를 졸업한 후, 중앙대학교 예술대학원에 진학했으나 중퇴했다. 그는 1996년 민음사에서 출판하는 잡지 《세계 문학》 겨울호를 통해 장편 소설 데뷔를 했다.(이 데뷔작이 1997년 출간된 소설 《DMZ》이다.) 이후 소설뿐 아니라 영화각본 작가, 텔레비전 드라마극본 작가, 집단 창작 크리에이터 등 다양한 분야에서 활동해 오고 있다. 그는 동료 작가 김영현과 함께 작가 중심의 크리에이티브 콘텐츠 제작법인 KP and Show를 설립하였다. 2019년 김영현 작가과 함께 tvN 드라마 아스달 연대기 시즌1을 집필하였고 2023년 방영을 목표로 아스달 연대기 시즌2를 집필하고 있다.
MBC TV《생방송 퀴즈가 좋다》의 1대 '퀴즈의 달인'이기도 하다.

## 주요 작품

### 도서
- 2019년 대본집 《아스달 연대기》 1권, 2권, 3권 북로그컴퍼니 刊
- 2012년 대본집 《뿌리깊은 나무》 1권, 2권, 3권 북로그컴퍼니 刊
- 2009년 소설 《선덕여왕》, MBC 프로덕션 刊 (원작)
- 1997년 소설 《DMZ》,  민음사 刊
- 1996년 민음사 세계문학 겨울호 장편소설 데뷔.

### 영화
- 2011년 《고지전》, TPS Company
- 2007년 《화려한 휴가》, 기획시대
- 2000년 《공동경비구역 JSA》, 명필름

### TV 드라마
- 2023년 tvN 《아라문의 검》, 스튜디오 드래곤 KPJ 제작
- 2019년 tvN 《아스달 연대기》, 스튜디오 드래곤 KPJ 제작
- 2017년 tvN 《써클: 이어진 두 세계》, 스튜디오 드래곤 KPJ 제작 (극본기획)
- 2016년 SBS 《육룡이 나르샤》, 뿌리깊은나무들 제작
- 2015년 SBS 《하이드 지킬, 나》, KPJ 제작 (크리에이터)
- 2012년 SBS 《청담동 앨리스》, SBS 제작 (크리에이터), 본인 출연
- 2011년 SBS 《뿌리깊은 나무》, IHQ 제작
- 2011년 MBC 《로열패밀리》, 퓨처원/CJ미디어 제작 (크리에이터)
- 2009년 MBC 《선덕여왕》, 타임박스/선덕여왕문전사 제작
- 2008년 KBS 《최강칠우》, 올리브나인/퓨처원 제작 (크리에이터)
- 2007년 MBC 《히트》, 김종학 프로덕션 제작

## 수상 경력
- 2012년 제48회 백상예술대상 TV부문 극본상 《뿌리깊은 나무》
- 2012년 한국PD연합회 이달의 PD상 작가상 《뿌리깊은 나무》
- 2011년 한국영화평론가협회상 각본상 《고지전》
- 2010년 서울드라마어워즈, 한류드라마 작가상 《선덕여왕》
- 2010년 한국PD대상, 제작부문 TV 작가상 《선덕여왕》
- 2009년 MBC 연기대상, TV 부문 올해의 작가상 《선덕여왕》